# I WILL (武川アイの曲)
『I WILL』（アイ・ウィル）は、武川アイの1枚目のシングル。2009年11月4日に J-moreから発売された。

## 収録曲
1. I WILL [4:38] 
  - 作詞・作曲：武川アイ／編曲：佐藤準
  - TBS系『COUNT DOWN TV』2009年10月エンディングテーマ
2. Super Lonely [4:05] 
  - 作詞・作曲：武川アイ／編曲：佐藤準
3. I WILL 〜instrumental〜
4. Super Lonely 〜instrumental〜